# Wiesiołyje Riebiata

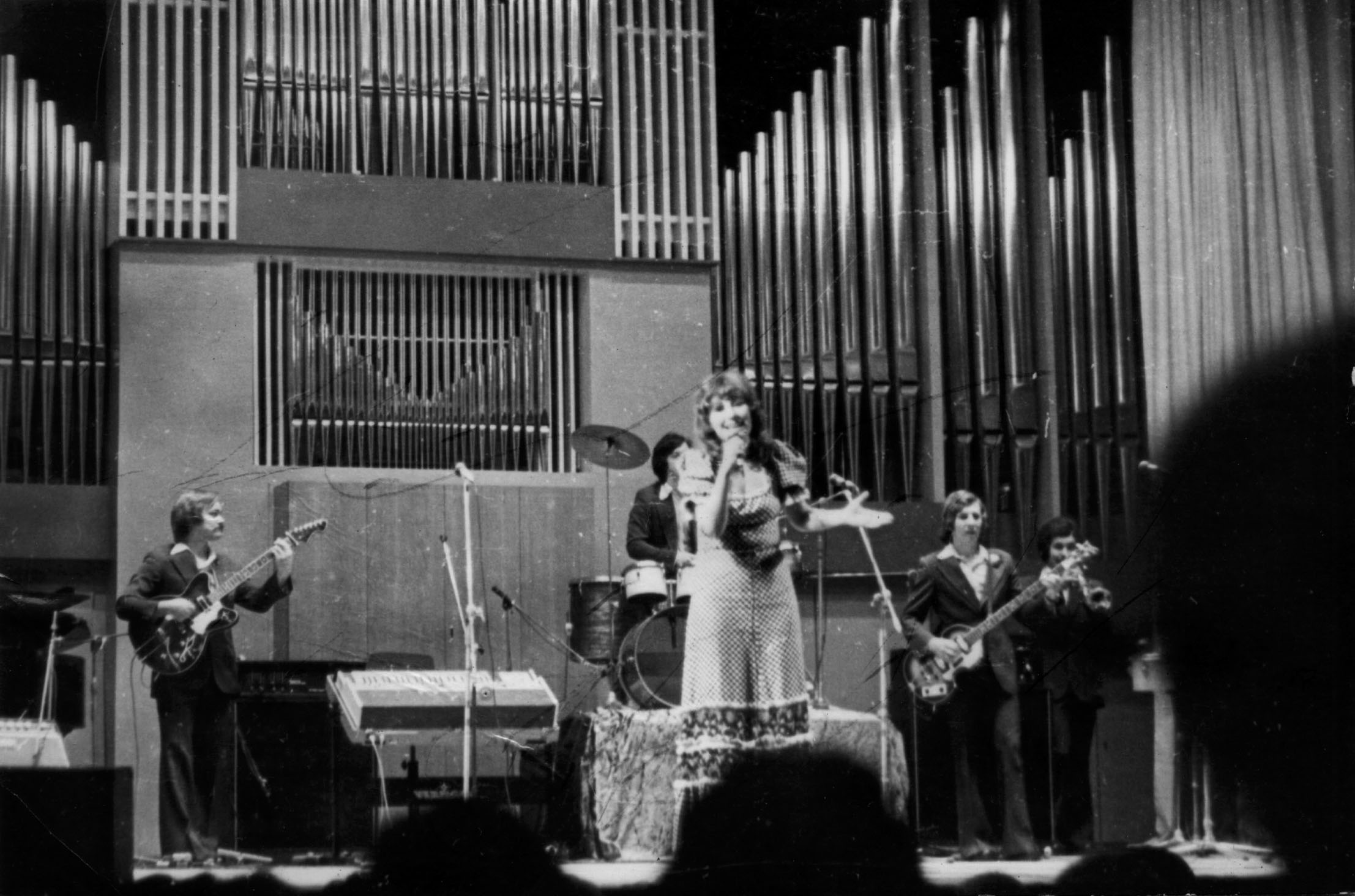
Ałła Pugaczowa i Anatolij Aloszyn na scenie w filharmonii w Jarosławiu wraz z zespołem Wiesiołyje Riebiata.

Wiesiołyje Riebiata (ros. Весёлые Ребята) – radziecki, a po 1991 rosyjski zespół muzyczny, założony w 1968 w Moskwie przez kompozytora i pianistę Pawła Słobodkina. W składzie zespołu znaleźli się znani radzieccy piosenkarze, tacy jak Ałła Pugaczowa, Aleksandr Gradski czy Aleksandr Barykin. Według danych z 2006 roku zespół sprzedał rekordową liczbę płyt – 179 850 000.

## Historia
W marcu 1968 roku pianista oraz kompozytor Pawieł Słobodkin założył zespół wokalno-instrumentalny Wiesiołyje Riebiata jako jeden z pierwszych tego typu w Związku Radzieckim. W tym samym roku zespół został zdobywcą pierwszej nagrody w ogólnozwiązkowym konkursie „Na najlepsze wykonanie piosenek młodzieżowych”, natomiast w następnym roku zespół Wiesiołyje Riebiata zdobył pierwszą nagrodę w ogólnozwiązkowym konkursie „Na najlepsze wykonanie piosenek radzieckich”. W 1970 roku za pośrednictwem wydawnictwa Miełodija zespół wydał swój debiutancki album. W 1972 roku napisana została piosenka Jaki piękny jest ten świat (ros. Как прекрасен этот мир). 
W 1973 roku zespół Wiesiołyje Riebiata został laureatem konkursu muzycznego w Liverpoolu. Był to międzynarodowy sukces Związku Radzieckiego na scenie muzyki pop. W 1974 roku zespół nagrał swój pierwszy album w formacie LP i zarazem jeden z ich najpopularniejszych albumów – Miłość – wielki kraj (ros. Любовь – огромная страна).. W 1976 roku na międzynarodowym konkursie muzycznym w Pradze zespół zdobył swoją pierwszą nagrodę.
Jesienią 1974 roku Pawieł Słobodkin zaprosił do zespołu młodą wówczas piosenkarkę Ałłę Pugaczową. Wynikiem tej współpracy było zwycięstwo Pugaczowej na międzynarodowym konkursie „Złoty Orfeusz” w Bułgarii w 1975 roku z piosenką pt. Harlekin (ros. Арлекино) zaaranżowaną przez Pawła Słobodkina. Dzięki tej piosence Pugaczowa zdobyła popularność w całym ZSRR. W 1975 zespół Wiesiołyje Riebiata nagrał pierwszą solową płytę dla Ałły Pugaczowej. W 1976 roku zespół odbył dwie trasy koncertowe w Niemczech jako honorowi goście na międzynarodowym konkursie muzyki pop, w ramach festiwalu szlagierów w Dreźnie.
W 1978 roku zespół wydał kolejny album pt. Powinniśmy być przyjaciółmi (ros. Дружить нам надо), który stanowił część oprawy kulturalnej igrzysk olimpijskich, które odbyły się dwa lata później w Moskwie.
W 1981 roku zespół Wiesiołyje Riebiata wystąpił na ogólnozwiązkowym festiwalu muzycznym Erewań-81 i zdobył nagrodę publiczności.
W 1983 zespół wydał swój czwarty album pt. Bananowe wyspy (ros. Банановые острова).
W 1985 roku zespół Wiesiołyje Riebiata wziął udział w międzynarodowym konkursie piosenki pop „Bratysławska lira” i zdobył główną nagrodę za utwór Wędrowni artyści (ros. Бродячие артисты), zaaranżowany przez Pawła Słobodkina.
W 1988 roku za wielkie zasługi w dziedzinie muzyki ministerstwa kultury ZSRR oraz Rosyjskiej FSRR nadały status teatru muzycznego dla zespołu Wiesiołyje Riebiata, koncertującego w Czechosłowacji i na Węgrzech.
 W 1991 roku zespół po raz szósty był laureatem ogólnozwiązkowego konkursu muzycznego Piosenka roku oraz świętował swoje 25-lecie serią koncertów w Moskwie, Kijowie i Leningradzie. 
W 2003 roku Pawieł Słobodkin wraz z zespołem Wiesiołyje Riebiata otrzymał złotą płytę od kierownictwa wytwórni Miełodija. 
Od 2007 roku Słobodkin wydawał archiwalne nagrania zespołu Wiesiołyje Riebiata, w tym m.in. album Gdy jesteśmy sami w ciszy (ros. Когда молчим вдвоём) czy też Chwileczkę!!! (ros. Минуточку!!!). W 2011 roku opublikowano album Cherchez la... (zapis oryginalny: Шерше ля...). W grudniu 2015 roku ukazał się nowy, 14-sty album zespołu – Rozdroża przeznaczenia (ros. Перекрёсток судьбы).
Zespół został rozwiązany w 2017 roku w związku ze śmiercią Pawła Słobodkina.